# Campanula lazica
Campanula lazica är en klockväxtart som först beskrevs av Pierre Edmond Boissier och Benedict Balansa, och fick sitt nu gällande namn av Anna Lukianovna Kharadze. Campanula lazica ingår i släktet blåklockor, och familjen klockväxter. Inga underarter finns listade i Catalogue of Life.